# ويزلي برنس
ويزلي برنس (بالإنجليزية: Wesley Prince)‏ هو عازف الباس المزدوج أمريكي، ولد في 8 أبريل 1907 في باسادينا في الولايات المتحدة، وتوفي في 30 أكتوبر 1980 في لوس أنجلوس في الولايات المتحدة.

## وصلات خارجية
- ويزلي برنس على موقع ميوزك برينز (الإنجليزية)
- ويزلي برنس على موقع أول ميوزيك (الإنجليزية)
- ويزلي برنس على موقع ديسكوغز (الإنجليزية)